# نخل پالمیرای آفریقایی
نخل پالمیرای آفریقایی (نام علمی: Borassus aethiopum) نام یک گونه از سرده نخل پالمیرا است.